# Élections législatives de 1962 dans le Gers
Les élections législatives françaises de 1962 se déroulent les 18 et 25 novembre 1962. Dans le département du Gers, deux députés sont à élire dans le cadre de deux circonscriptions.

## Élus
| Circonscription | Député sortant        | Parti | Parti  | Député élu ou réélu   | Parti | Parti |
| --------------- | --------------------- | ----- | ------ | --------------------- | ----- | ----- |
| 1re             | Patrice Brocas        |       | Radsoc | Paul Vignaux          |       | SFIO  |
| 2e              | Pierre de Montesquiou |       | CR     | Pierre de Montesquiou |       | CR    |

## Résultats

### Résultats à l'échelle du département
| Parti          | Parti                                          | Premier tour | Premier tour | Second tour | Second tour | Sièges |
| Parti          | Parti                                          | Voix         | %            | Voix        | %           | Sièges |
| -------------- | ---------------------------------------------- | ------------ | ------------ | ----------- | ----------- | ------ |
|                | Centre républicain                             | 13 659       | 19,73        | 21 967      | 28,31       | 1      |
|                | Centre démocratique                            | 13 659       | 19,73        | 21 967      | 28,31       | 1      |
|                |                                                |              |              |             |             |        |
|                | Union pour la nouvelle République (UDT)        | 11 135       | 16,08        | 5 833       | 7,52        | 0      |
|                | Majorité présidentielle                        | 11 135       | 16,08        | 5 833       | 7,52        | 0      |
|                |                                                |              |              |             |             |        |
|                | Parti radical                                  | 15 818       | 22,85        | 16 526      | 21,30       | 0      |
|                | Section française de l'Internationale ouvrière | 14 651       | 21,19        | 33 267      | 42,87       | 1      |
|                | Parti communiste français                      | 12 465       | 18,00        | Retrait     | Retrait     | 0      |
|                | Union et fraternité française                  | 1 507        | 2,18         |             |             | 0      |
|                |                                                |              |              |             |             |        |
| Inscrits       | Inscrits                                       | 113 806      | 100,00       | 113 786     | 100,00      | 2      |
| Abstentions    | Abstentions                                    | 42 387       | 37,24        | 34 089      | 29,96       |        |
| Votants        | Votants                                        | 71 419       | 62,76        | 79 697      | 70,04       |        |
| Blancs et nuls | Blancs et nuls                                 | 2 184        | 3,06         | 2 104       | 2,64        |        |
| Exprimés       | Exprimés                                       | 69 235       | 96,94        | 77 593      | 97,36       |        |

### Résultats par circonscription

#### Première circonscription (Auch)
| Candidat       | Candidat               | Parti          | Premier tour | Premier tour | Second tour | Second tour |  |
| Candidat       | Candidat               | Parti          | Voix         | %            | Voix        | %           |  |
| -------------- | ---------------------- | -------------- | ------------ | ------------ | ----------- | ----------- |  |
|                | Patrice Brocas sortant | Radsoc         | 11 929       | 33,72        | 16 526      | 40,79       |  |
|                | Paul Vignaux élu       | SFIO           | 8 686        | 24,55        | 18 152      | 44,81       |  |
|                | Marius Campistron      | UNR-UDT        | 7 052        | 19,93        | 5 833       | 14,4        |  |
|                | Edmond Castera         | PCF            | 6 967        | 19,69        | Retrait     | Retrait     |  |
|                | Pierre Dubor           | UFF            | 747          | 2,11         |             |             |  |
|                |                        |                |              |              |             |             |  |
| Inscrits       | Inscrits               | Inscrits       | 59 110       | 100,00       | 59 108      | 100,00      |  |
| Abstentions    | Abstentions            | Abstentions    | 22 478       | 38,03        | 17 642      | 29,85       |  |
| Votants        | Votants                | Votants        | 36 632       | 61,97        | 41 466      | 70,15       |  |
| Blancs et nuls | Blancs et nuls         | Blancs et nuls | 1 251        | 3,42         | 955         | 2,3         |  |
| Exprimés       | Exprimés               | Exprimés       | 35 381       | 96,58        | 40 511      | 97,7        |  |

#### Deuxième circonscription (Condom)
| Candidat       | Candidat                            | Parti          | Premier tour | Premier tour | Second tour | Second tour |  |
| Candidat       | Candidat                            | Parti          | Voix         | %            | Voix        | %           |  |
| -------------- | ----------------------------------- | -------------- | ------------ | ------------ | ----------- | ----------- |  |
|                | Pierre de Montesquiou sortant réélu | CR             | 13 659       | 40,35        | 21 967      | 59,24       |  |
|                | Yves Coustau                        | SFIO           | 5 965        | 17,62        | 15 115      | 40,76       |  |
|                | Augustin Pujol                      | PCF            | 5 498        | 16,24        | Retrait     | Retrait     |  |
|                | Bernard Loew                        | UNR-UDT        | 4 083        | 12,06        | Retrait     | Retrait     |  |
|                | Eugène Tandonnet                    | Radcent        | 3 889        | 11,49        | Retrait     | Retrait     |  |
|                | Robert Larrieu                      | UFF            | 760          | 2,24         |             |             |  |
|                |                                     |                |              |              |             |             |  |
| Inscrits       | Inscrits                            | Inscrits       | 54 696       | 100,00       | 54 678      | 100,00      |  |
| Abstentions    | Abstentions                         | Abstentions    | 19 909       | 36,4         | 16 447      | 30,08       |  |
| Votants        | Votants                             | Votants        | 34 787       | 63,6         | 38 231      | 69,92       |  |
| Blancs et nuls | Blancs et nuls                      | Blancs et nuls | 933          | 2,68         | 1 149       | 3,01        |  |
| Exprimés       | Exprimés                            | Exprimés       | 33 854       | 97,32        | 37 082      | 96,99       |  |